# Schelte John Bus
Schelte John "Bobby" Bus (nacido en 1956) es un astrónomo estadounidense, Asociado al Instituto de Astronomía de la Universidad de Hawái y Astrónomo Asistente de la NASA en los laboratorios del IRTF, (Infrared Telescope Facility). A pesar de haber obtenido su Doctorado del MIT (Instituto Tecnológico de Massachusetts) en 1999, Bus trabaja en el área de la astronomía hace muchos años. Descubrió el cometa pediódico 87P/Bus en 1981. Además, ha descubierto o codescubierto más de mil asteroides, incluidos asteroides Apolo como el (2135) Aristaeus, (que se aproximará a 5 millones de millas de la Tierra, lo que equivale a trece veces la distancia entre la Tierra y la Luna) el 30 de marzo de 2147, un asteroide Amor y más de 40 asteroides troyanos (comenzando por el (3240) Laocoon codescubierto con Eleanor F. Helin). El asteroide (3254) Bus (descubierto en 1982 por Edward Bowell) fue bautizado con ese nombre en su honor. Durante sus estudios, trabajó bajo la supervisión de Eugene Shoemaker.